# Dune di Isca
Dune di Isca este o arie protejată (arie specială de conservare — SAC, sit de importanță comunitară — SCI) din Italia întinsă pe o suprafață de 18 ha, integral pe uscat.

## Localizare
Centrul sitului Dune di Isca este situat la coordonatele 38°36′04″N 16°33′58″E / 38.601111°N 16.566111°E.

## Înființare
Situl Dune di Isca a fost declarat sit de importanță comunitară în septembrie 1995 pentru a proteja 2 specii de animale. Situl a fost protejat și ca arie specială de conservare în iunie 2017.

## Biodiversitate
Situată în ecoregiunea mediteraneană, aria protejată conține 7 habitate naturale: Dune cu vegetație ierboasă Malcolmietalia, Dune mobile de-a lungul țărmului cu Ammophila arenaria („dune albe”), Vegetație anuală la limita mareei, Dune cu vegetație ierboasă Brachypodietalia cu specii anuale, Dune mobile cu vegetație embrionară, Dune de pe litoral fixate cu Crucianellion maritimae, Râuri cu maluri nămoloase cu vegetație de Chenopodion rubri p.p. și Bidention p.p..
La baza desemnării sitului se află mai multe specii protejate:
- păsări (1): prundăraș de sărătură (Charadrius alexandrinus)
- reptile (1): Caretta caretta

Pe lângă speciile protejate, pe teritoriul sitului au mai fost identificate 4 specii de plante, 2 specii de reptile.